# Cândido Rodrigues (kommun)
Cândido Rodrigues är en kommun i Brasilien.   Den ligger i delstaten São Paulo, i den sydöstra delen av landet, 600 km söder om huvudstaden Brasília. Antalet invånare är 2 668.
Följande samhällen finns i Cândido Rodrigues:
- Cândido Rodrigues

Omgivningarna runt Cândido Rodrigues är en mosaik av jordbruksmark och naturlig växtlighet. Runt Cândido Rodrigues är det ganska glesbefolkat, med 42 invånare per kvadratkilometer.